# Шведська Вікіпедія
Шведська Вікіпедія (швед. Svenskspråkiga Wikipedia) — розділ Вікіпедії шведською мовою, створений 2001 року спочатку в Нупедії, а потім перенесений до Вікіпедії. Кількість статей у шведській Вікіпедії різко зменшується через їхнє масове вилучення.

## Історія
Спочатку шведська Вікіпедія змагалася з вікі-сайтом susning.nu. У травні 2003 року цей сайт був другим за розміром вікі-сайтом у світі. Проте через суперечки стосовно повноважень засновника, супротив розміщенню реклами на сайті, та через активний вандалізм більшість його авторів перейшли до шведської Вікіпедії.
З березня 2006 року адміністратори у шведській Вікіпедії обираються лише тимчасово, щороку здійснюються перевибори — явище, що відоме тільки у Вікімедії. Це було пов'язане з тим, що у шведській Вікіпедії не вдалося запровадити Арбітражний комітет, а також значна кількість адміністраторів стали малоактивними, а то й зовсім припинили діяльність у проєкті.
18 липня 2014, обігнавши внаслідок чергової ботозаливки німецький розділ, шведська Вікіпедія вийшла за цим показником на 3-е місце.
19 грудня 2023, шведська Вікіпедія поступившись французькому розділу вийшла за цим показником на 4-е місце.

## Кількість статей
- 1 — 3 травня 2001
- 100 000 — 27 серпня 2005
- 200 000 — 23 грудня 2006
- 300 000 — 13 грудня 2008
- 400 000 — 19 червня 2011
- 500 000 — 27 вересня 2012
- 600 000 — 16 січня 2013
- 700 000 — 1 лютого 2013
- 800 000 — 19 лютого 2013
- 900 000 — 25 березня 2013
- 1 000 000 — 15 червня 2013
- 1 100 000 — 24 червня 2013
- 1 200 000 — 11 липня 2013
- 1 500 000 — 21 серпня 2013
- 1 600 000 — 30 листопада 2013
- 1 700 000 — 9 липня 2014
- 2 000 000 — 6 вересня 2015
- 3 000 000 — 27 квітня 2016

## Якість
Глибина наповнення шведського розділу — одна з найнижчих серед найбільших вікірозділів. За цим показником вона поступається корейській, фінській та арабській Вікіпедіям, в яких менше статей. Середній розмір статті у шведській Вікіпедії досить невеликий.
У пресі шведський розділ критикувався за невідпатрульований вандалізм і надання недостовірної інформації.

## Галерея

Логотип шведської Вікі на честь святкування подолання рубежу в 500 тис. статей
Логотип шведської Вікі на честь святкування подолання рубежу в 1 млн статей